# Bartje

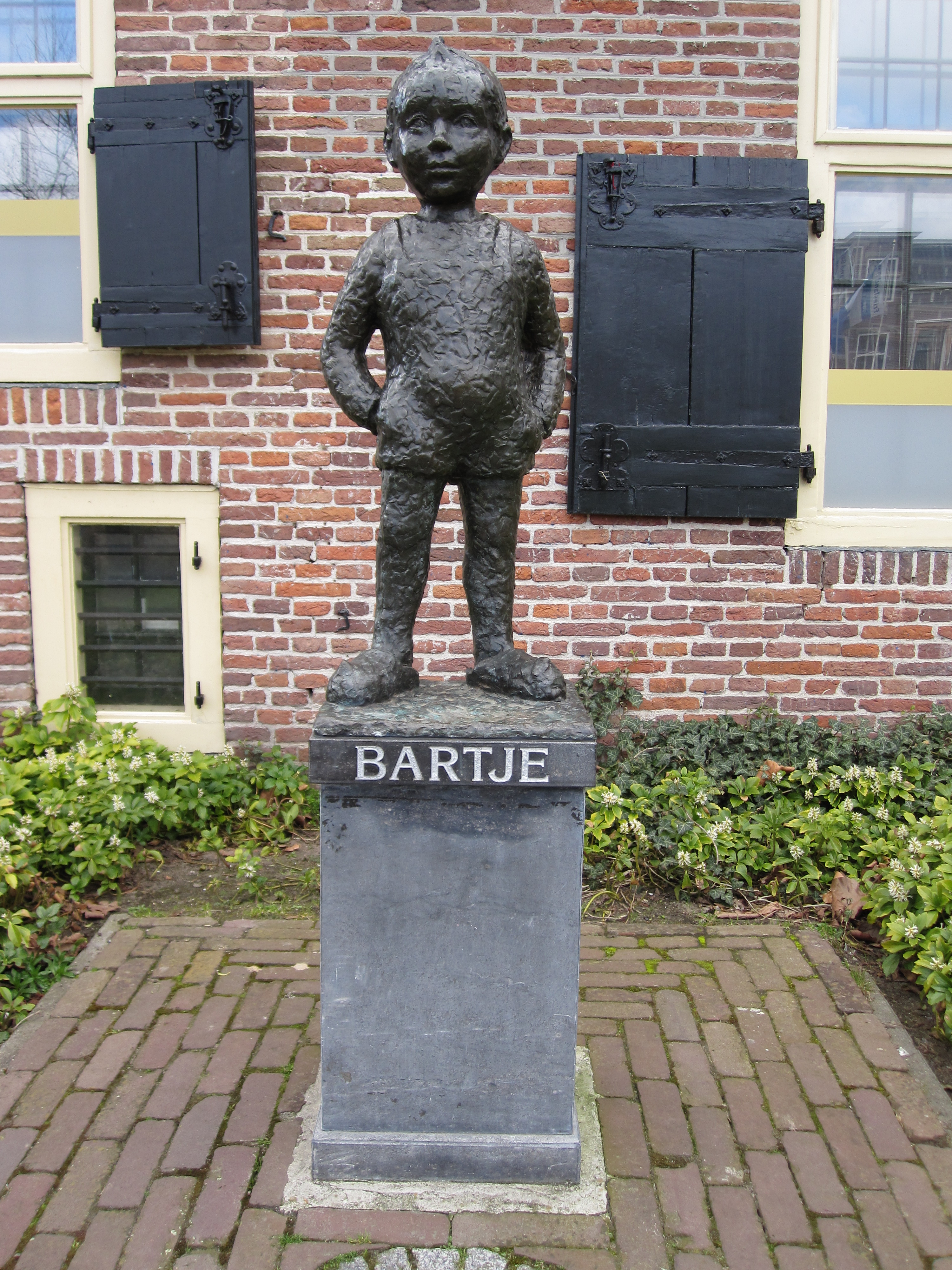
Statua di Bartje Bartels ad Assen, Paesi Bassi

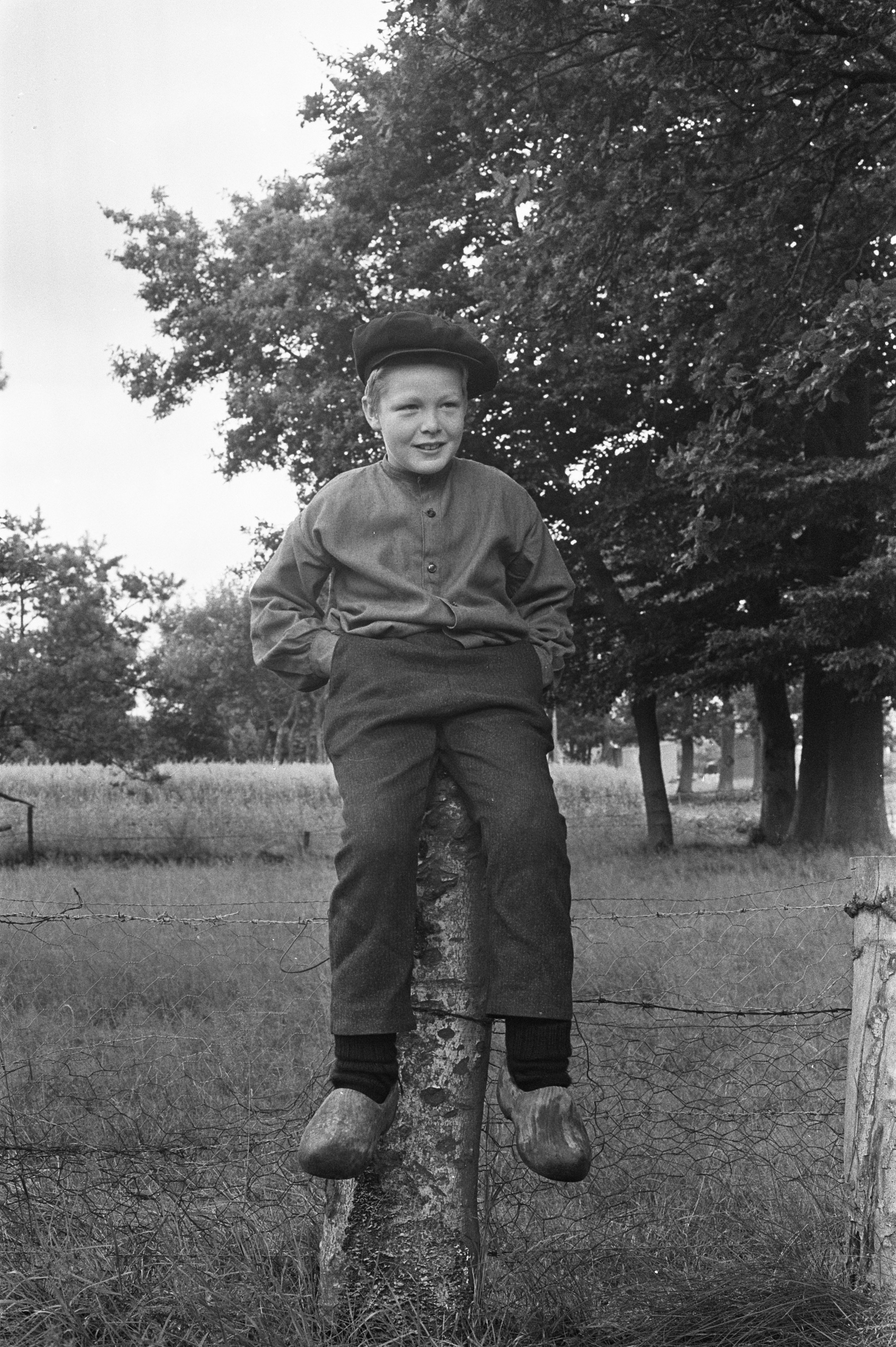
Jan Krol nei panni di Bartje (1972)

Bartje (in olandese "piccolo Bart") è il bambino protagonista dell'omonimo romanzo dell'insegnante e scrittore olandese Anne de Vries, riadattato per la tv da Willy van Hemert. La storia racconta le vicende del bambino che cresce in una famiglia di poveri contadini della provincia di Drenthe, nel nordest dei Paesi Bassi.
Anche Bart deve lavorare nei campi nonostante la giovane età, ma a poco a poco comincia a maturare il suo malcontento per la vita che deve condurre. Così quando il padre lo invita a ringraziare Dio per la solita scodella di fagioli, finalmente Bart protesta con la frase diventata proverbiale: Ik bid niet veur brune bon'n ("Io non prego per un piatto di fagioli neri").
Il personaggio di Anne de Vries è molto popolare in tutto il Paese proprio grazie alla serie televisiva girata in lingua Drents  e andata in onda dal 1972 con Jan Krol nei panni del piccolo Bart. Da allora Bartje è il personaggio simbolo della provincia di Drenthe.